# Ферфилд (Ајдахо)
Ферфилд (енгл. Fairfield) град је у америчкој савезној држави Ајдахо.

## Демографија
По попису из 2010. године број становника је 416, што је 21 (5,3%) становника више него 2000. године.
| Група             | 2000.       | 2010.       |
| Белци             | 366 (92,7%) | 373 (89,7%) |
| Афроамериканци    | 0 (0,0%)    | 0 (0,0%)    |
| Азијати           | 0 (0,0%)    | 1 (0,2%)    |
| Хиспаноамериканци | 24 (6,1%)   | 26 (6,3%)   |
| Укупно            | 395         | 416         |